# Rue de Moscou (Paris)
Pour les articles homonymes, voir Rue de Moscou.
La rue de Moscou est une voie du 8e arrondissement de Paris. 

## Situation et accès

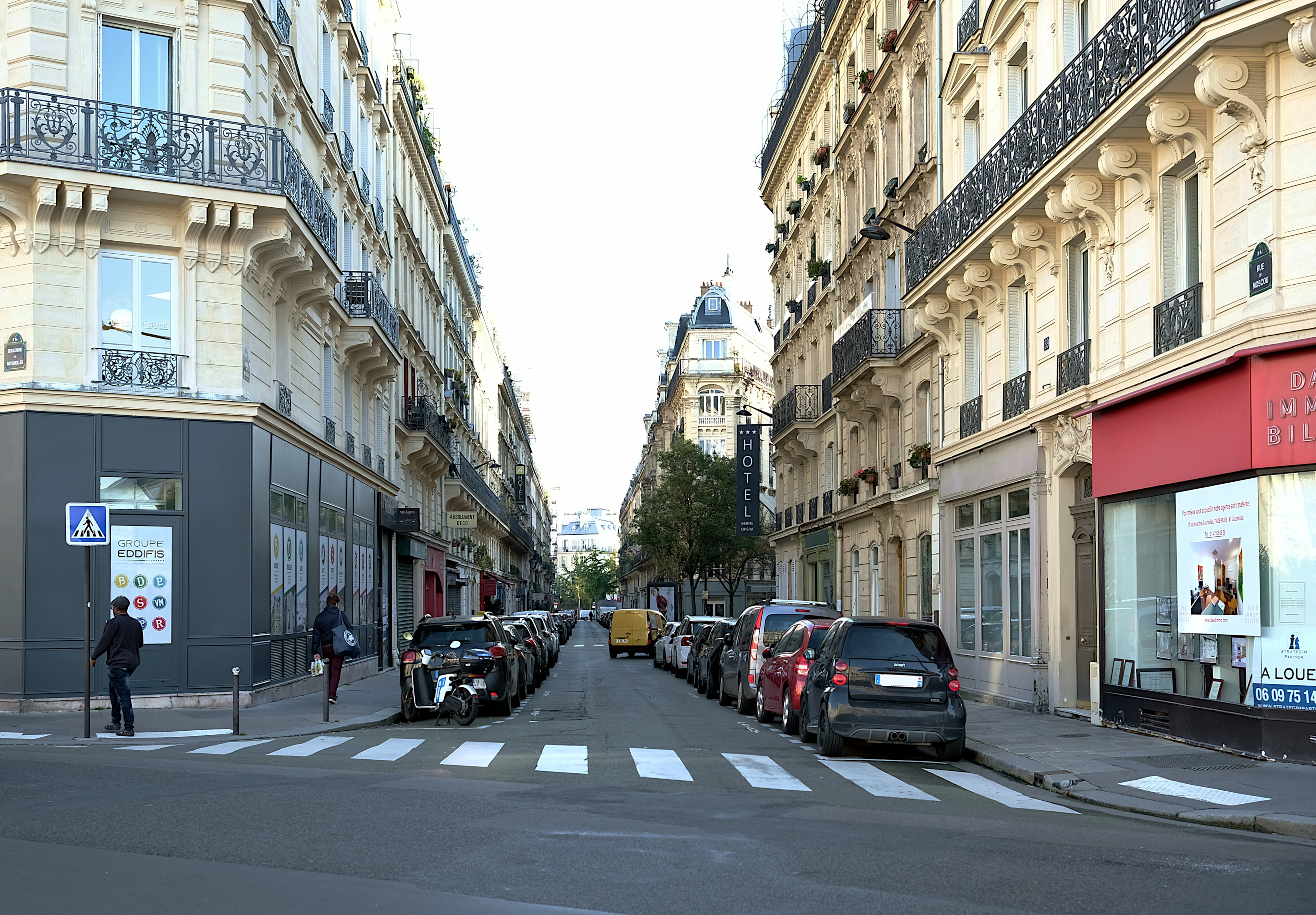
La rue de Moscou vue depuis le boulevard des Batignolles.

Elle commence au 20, rue de Liège et se termine au 41, boulevard des Batignolles.
Le quartier est desservi par la ligne 2 à la station Rome et par la ligne 13 à la station Liège.

## Origine du nom
Son nom correspond à la ville de Moscou, capitale de la Russie. La rue fut ainsi nommée pour célébrer les relations entre la France et la Russie.

## Historique
La rue de Moscou a commencé d'être ouverte en 1847 mais n'a été achevée qu'en 1867.
Le 1er septembre 1914, durant la Première Guerre mondiale, la rue de Moscou est bombardée par un raid des avions allemands.
En 2021, dans le cadre du programme « rues aux écoles », la rue est entièrement piétonisée, pour la section entre le croisement avec la rue de Bucarest et celui avec la rue de Liège,.

## Bâtiments remarquables et lieux de mémoire
- La rue est remarquable pour l'alignement de ses immeubles, résultant des règlements d’urbanisme élaborés par Rambuteau et Haussmann[4].
- No 7 : école maternelle publique Moscou.
- No 8 : siège du Centre national des indépendants et paysans depuis 2017.
- No 12 : Albin Valabrègue (1853-1937), auteur dramatique a vécu à cette adresse, en 1910[5].
  - L'historien Henri Michel, de 1947 à sa mort, en 1986, et son fils Pierre Michel, universitaire, jusqu'en 1961, y ont habité.
- No 29 : le poète Stéphane Mallarmé a habité à cette adresse, de 1871 à 1874.
- No 50 : l'écrivain Gustave Toudouze a habité à ce numéro et y est décédé en 1904.
- No 52 : Marcel Lévesque (1877-1962), artiste dramatique et acteur de cinéma, a vécu à cette adresse, en 1910[5].
  - L'écrivain Gustave Coquiot (1865-1926) y est mort.

## Dans la culture

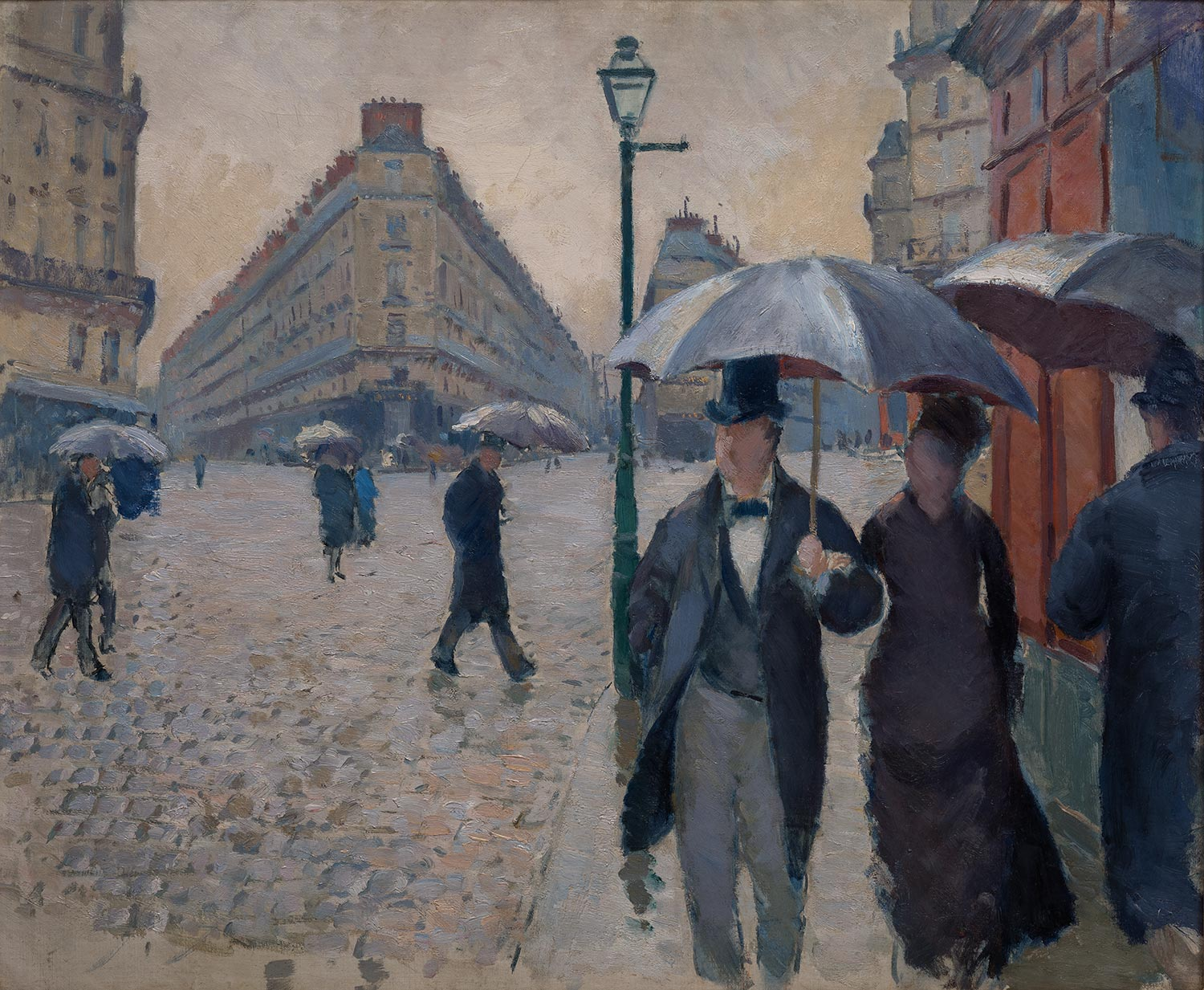
Étude pour Rue de Paris, temps de pluie,
Gustave Caillebotte, 1877.
Musée Marmottan.

Le peintre Gustave Caillebotte dans Rue de Paris. Temps de pluie, représente le carrefour des rues de Turin et de Moscou, près de la place de l’Europe. Une étude est conservée au musée Marmottan, Paris ; le tableau se trouve à l’Art Institute of Chicago.